# 于伊泰莱克
于伊泰莱克，是匈牙利南部巴奇-基什孔州所辖的一个村，总面积9.56平方公里，总人口516，人口密度54人/平方公里（2002年）。地理坐标为46°35′N 19°04′E。